# Domašinec
Domašinec ist eine Gemeinde, die sich in der Gespanschaft Međimurje in Kroatien befindet.

## Geographie
Die Gemeinde befindet sich im äußersten Nordosten der Gespanschaft Međimurje und grenzt folglich an Ungarn. Sie breitet sich auf einer Fläche von 35,33 km² aus, das ist ungefähr 4,80 % der ganzen Gespanschaft. Somit gehört sie in die Reihe der mittelgroßen Gemeinden.

## Geschichte
In den geschichtlichen Quellen, wird Domašinec zum ersten Mal 1244 erwähnt und das im Zusammenhang mit dem Fürsten Petrina. Er besaß ein Eigentum mit dem Namen Damasa, bzw. Doma-sa. Doch es gab schon früher einen feudalen Besitz namens Damaša. Mitte des 14. Jahrhunderts, genauer gesagt 1349, wird der Begriff Damasa im Gebiet zwischen den Flüssen Mur und Drau erwähnt. Doch die erste Erwähnung des heutigen Namens Domašinec (Domassi-necz) erfolgt 1478. 1672 war Domašinec der Verwaltungssitz eines der dreizehn Judikate in der Gespanschaft Međimurje. Zum Judikat gehörten folgende Siedlungen: Dekanovec, Novakovec, Gardinovec, Belica, Pribislavec, Mihovljan und Gornji Pustakovec. Ende des 18. Jahrhunderts war Domašinec eine ziemlich große und für diese Zeit auch reiche Siedlung. Die Bewohner beschäftigten sich überwiegend mit Imkerei, Handwerk und sie züchteten in großen Mengen Tabak. Die erste amtliche Volkszählung erfolgte 1785. Dieserzeit lebten in Domašinec 811 Einwohner. In einem Zeitraum von hundert Jahren wuchs die Einwohnerzahl um 50 %, was sehr gering war. Nur 595 Leute von 1785 waren schreibkundig. 
1992 wurde Domašinec als eine selbstständige territoriale Einheit und Einheit der lokalen Selbstverwaltung formiert.

## Bevölkerung
Bei der letzten Volkszählung aus 2011, hatte Domašinec 2251 Einwohner, die in zwei Siedlungen eingeteilt waren: Domašinec 1700 und Turčišće 551 1182 Frauen und 1069 Männer. Darunter waren auch Menschen verschiedener Volkszugehörigkeit, wie zum Beispiel die Roma, Albaner, Serben, Slowenen, Russen, Bosniaken, Ungarn und Deutsche.

## Wappen
Wie jede Gemeinde in der Gespanschaft Međimurje, hat auch Domašinec sein eigenes Wappen und eine feierliche Fahne. Die Wappenfläche ist grün und in der Mitte befinden sich zwei gelbe Dreschflegel. 
Die Dreschflegel wurden früher zum Dreschen des Getreides in der Landwirtschaft benutzt. Die Fahne ist ebenso grün mit gelbbordierten Wappen in der Mitte. Darunter befinden sich zwei Weizenbündel und oberhalb des Wappens der Name der Gemeinde in zwei Reihen.